# Michael Tschuggnall
Michael Tschuggnall (* 26. März 1982 in Hall in Tirol) ist ein ehemaliger österreichischer Pop-Sänger sowie Informatiker an der Universität Innsbruck. Er ist der Bruder des Jazz-Schlagzeugers Christian Tschuggnall.

## Biographie

### Werdegang
Michael Tschuggnall stammt aus einer musikalisch interessierten Familie, sein Vater war Musiklehrer und leitete bis Herbst 2008 die Anton-Auer-Hauptschule in Telfs, seine Mutter arbeitet als Lehrerin für Deutsch, Musik und Maschinenschreiben in der benachbarten Hauptschule Dr. Aloys Weissenbach. Tschuggnalls Bruder Christian Tschuggnall ist Schlagzeuger, der unter anderem bei der Band Bluatschink aus dem Tiroler Lechtal mitspielt.
Mit sechs Jahren lernte Michael Tschuggnall Klavier, mit 14 Jahren Bassgitarre. Mit zwölf Jahren gewann er die wichtigsten lokalen Tennisturniere in Tirol und wurde Tiroler Meister. Seine sportlichen Ambitionen gab er aber auf, da ihm die Musikausbildung wichtiger war. Nach seiner HTL-Matura (Wirtschaftsingenieurwesen mit Schwerpunkt Betriebsinformatik, HTL Anichstraße Innsbruck) begann er ein Informatikstudium an der Universität Innsbruck, das er nach einer Unterbrechung abschloss. Tschuggnall arbeitet nun als wissenschaftlicher Mitarbeiter am Institut für Informatik der Universität Innsbruck, wo er auch das Master- und das Doktoratsstudium mit Auszeichnung beendet hat.

### Musikalische Karriere
Mit seiner Eigenkomposition „Tears of Happiness“, die er am Klavier begleitend vortrug, gewann Michael Tschuggnall 2003 das Finale der ORF-Castingshow Starmania. Kurioserweise war er zwar in der Vorrunde ausgeschieden gewesen, da aber der Südtiroler Finalist Martin Perkmann nach der ersten Finalrunde aufgab, durfte er nach einem Voting dessen Platz einnehmen.
Im März 2003 erreichte Tschuggnall mit dieser Single die Spitze der österreichischen Charts. 2004 wurde er drei Mal für einen Amadeus nominiert.
Sein Debütalbum „Michael Tschuggnall“ enthielt lediglich drei Eigenkompositionen. Es erreichte Rang 2 der österreichischen Charts und hielt sich zehn Wochen darin. Da seine zweite Singleauskoppelung es nicht in die Top 40 schaffte, sprach man von einem Flop. Danach wurde es still um den Musiker. Der Erfolg der damals im Casting Zweitplatzierten Christina Stürmer hielt allerdings an, weshalb die Medien Tschuggnall als „One-Hit-Wonder“ abschrieben. Doch im Sommer 2004 steuerte er den Titelsong zur ORF-Show Expedition Österreich bei – „Kein Weg zu Weit“ kam allerdings über einen 44. Platz der Charts nicht hinaus. Des Weiteren trug er zwei Gruppensongs zu Starmania NG – der zweiten Staffel von Starmania – bei.
Tschuggnall arbeitete über ein Jahr an seinem zweiten Album „Phoenix“, das er selber produzierte und nur Eigenkompositionen enthält (darunter zwei im ungewöhnlichen 7/8-Takt). Da Universal an einer Publikation kein Interesse zeigte, veröffentlichte er es über das kleine Label Fechter GmbH, eine Tochterfirma von Edel Records. Das Album erreichte lediglich Rang 52 der österreichischen Charts. Von Tschuggnall kam im Jahre 2005 beim selben Label die Single „Europe“ anlässlich der Österreichischen EU-Ratspräsidentschaft heraus.
Im Frühjahr März 2007 versuchte Michael Tschuggnall durch die Teilnahme an der dritten Staffel von Dancing Stars, einer Tanzshow des ORF, verstärkt Medienpräsenz zu erlangen. Seine Tanzpartnerin war Alice Guschlbauer, mehrfache Tiroler Landesmeisterin und österreichische Meisterin. Er erreichte den vierten Endrang bei zehn Teilnehmern.

## Diskografie
Alben
- Michael Tschuggnall (2003)
- Phoenix (2005)

Singles
- Tears of Happiness (2003)
- Learning how to love you (2003)
- Alles und mehr feat. Boris Uran & Christina Stürmer (2004)
- Kein Weg zu weit (2004)
- Tonight (2005)
- Europe (2005)

## Veröffentlichungen
- Michael Tschuggnall: SnoopyDB prototype. Universität Innsbruck, 2010.
- Michael Tschuggnall: Intrinsic plagiarism detection and author analysis by utilizing grammar. Universität Innsbruck, 2014.